# Sittou Raghadat Mohamed
Sittou Raghadat Mohamed (sinh ngày 6 tháng 7 năm 1952), là cựu bộ trưởng Comoros. Bà là người phụ nữ đầu tiênở Comoros được bổ nhiệm một chức vụ cao cấp trong chính phủ, bà giữ chức vụ Bộ trưởng Bộ Dân số và Điều kiện Phụ nữ. Bà đã được truyền thông Comoros xem là một biểu tượng của cuộc đấu tranh nữ quyền tại Comoros, và là hình mẫu cho phụ nữ ở Comoros.

## Thuở nhỏ
Sittou Raghadat Mohamed sinh ngày 6 tháng 7 năm 1952 tại Ouani, Anjouan, Comoros.

## Nghề nghiệp
Mohamed từng là một giáo viên trong nhiều năm, chuyên ngành của bà là giảng dạy tiếng Pháp, lịch sử và địa lý ở các trường trung học và cao đẳng khác nhau ở Comoros.
Vào tháng 8 năm 1991, bà trở thành người phụ nữ Comoros đầu tiên được Tổng thống Said Mohamed Djohar bổ nhiệm chức vụ Bộ trưởng Dân số và Điều kiện Phụ nữ, một chức vụ cao cấp trong chính phủ.
Trong cuộc họp lần thứ 11 của Hội nghị Liên hợp quốc về phụ nữ ở Bắc Kinh vào tháng 9 năm 1995, Mohamed lưu ý rằng tiến bộ đáng kể trong "quyền phụ nữ" đã được thực hiện tại Comoros.
Năm 2001, bà được vinh danh là "nhà hoạt động tận tụy".
Sittou Raghadat Mohamed hiện là tổng thư ký của đảng chính trị RDR (Rally for Democracy and Renewal), và đồng thời là một ủy viên hội đồng thành phố thị trấn Ouani (Ndzuwani-Comoros).